# Saison 2 d'À la Maison-Blanche
Chronologie
Saison 1 Saison 3
Cet article présente les vingt-deux épisodes de la deuxième saison de la série télévisée américaine À la Maison-Blanche (The West Wing).

## Distribution

### Acteurs principaux
- Martin Sheen (VF : Marcel Guido) : Josiah Bartlet, président des États-Unis d'Amérique
- John Spencer (VF : Michel Fortin) : Leo McGarry, chef de cabinet de la Maison-Blanche
- Bradley Whitford (VF : Daniel Lafourcade) : Josh Lyman, chef de cabinet adjoint de la Maison-Blanche
- Richard Schiff (VF : Philippe Bellay) : Toby Ziegler, directeur de la communication de la Maison-Blanche
- Rob Lowe (VF : Bruno Choël) : Sam Seaborn, directeur adjoint de la communication de la Maison-Blanche
- Allison Janney (VF : Marie-Laure Beneston) : C.J. Cregg, porte-parole de la Maison-Blanche
- Dulé Hill (VF : Lucien Jean-Baptiste) : Charlie Young, assistant personnel du Président des États-Unis
- Janel Moloney (VF : Natacha Muller) : Donna Moss, assistante du chef de cabinet adjoint de la Maison-Blanche

### Acteurs récurrents
- Stockard Channing (VF : Danièle Hazan) : Abbey Bartlet, première dame des États-Unis
- Kathryn Joosten (VF : Nicole Favart) : Delores Landingham, secrétaire du président Bartlet
- NiCole Robinson (VF : Maité Monceau) : Margaret, secrétaire du chef de cabinet de la Maison Blanche
- Elisabeth Moss (VF : Chantal Macé) : Zoey Bartlet, fille cadette du président Bartlet

## Épisodes

### Épisode 1:Au commencement...: 1repartie
- États-Unis : 4 octobre 2000 sur NBC
- France : 18 septembre 2003 sur France 2

- Tim Matheson : vice Président John Hoynes
- Jorja Fox : agent Gina Toscano
- Pamela Gordon : la femme du bar
- Andy Umberger : Cal Mathis
- Jim Ortlieb : Dr Keller
- Peter White : M. Gage
- Ernie Lively : M. Loch
- Jody Wood : M. Cameron
- Melissa Fitzgerald : Carol Fitzpatrick
- Kim Webster : Ginger
- Kris Murphy : Katie
- Mindy Seeger : Chris
- Stockard Channing : Abbey Bartlet

### Épisode 2:Au commencement...:2epartie
- États-Unis : 4 octobre 2000 sur NBC
- France : 18 septembre 2003 sur France 2

- Grace Zabriskie : Isabel
- Allen Garfield : Roger Becker
- Devika Parikh : Bonnie
- Sean Moran : Dr Holbrook
- Garrett Wright : Skinhead
- Penny Griego : D.C. Anchor
- Randy Brooks : Arthur Leeds
- Stockard Channing : Abbey Bartlet

### Épisode 3:Le Candidat idéal
- États-Unis : 18 octobre 2000 sur NBC
- France : 25 septembre 2003 sur France 2

- Claire Yarlett (en) : Dr Jenna Jacobs
- Rebecca Creskoff : Sarah Jordan
- James Denton : Tom Jordan
- NiCole Robinson : Margaret
- Alfonso Freeman : Andrew Mackintosh
- Myles Kilpatrick : Jeffrey Mackintosh

### Épisode 4:Une républicaine chez les démocrates
- États-Unis : 25 octobre 2000 sur NBC
- France : 2 octobre 2003 sur France 2

- Zakes Mokae : président Nimbala
- Ted McGinley : Mark Gottfried
- Emily Procter : Ainsley Hayes
- Sam Jaeger : Bill Kelley
- Brigid Brannagh : Harriet
- Tom Gallop : Bruce
- Michael Chinyamurindi : le traducteur de Nimbala
- Michael Cavanaugh : dirigeant d'une société pharmaceutique
- Len Cariou : dirigeant d'une société pharmaceutique

### Épisode 5:Le Président vous parle
- États-Unis : 1er novembre 2000 sur NBC
- France : 2 octobre 2003 sur France 2

- John Larroquette : Lionel Tribbey, l'avocat conseil de la Maison-Blanche
- Emily Procter : Ainsley Hayes
- Daniel Roebuck: lieutenant Buckley
- Tom Bower : général Barrie
- Paul Perri (en) : Steve Joyce
- Steven Flynn : Mark Brookline

### Épisode 6:Le Congrès des sortants
- États-Unis : 8 novembre 2000 sur NBC
- France : 9 octobre 2003 sur France 2

- Evgeniy Lazarev : Vassily Kononov
- Mike Starr : sénateur Tony Marino
- David Kaufman : Bob Fowler
- Richard Tanner : Joe Fox

### Épisode 7:Le Voyage à Portland
- États-Unis : 15 novembre 2000 sur NBC
- France : 9 octobre 2003 sur France 2

- Charley Lang : député du congrès Skinner
- David Graf : colonel Chase
- Michael Tomlinson : député républicain
- Gregg Daniel (en) : Steve Adamley

### Épisode 8:Shibboleth
- États-Unis : 22 novembre 2000 sur NBC
- France :

- Cameron Daddo : assistant
- Deborah Hedwall : Josephine McGarry
- F. William Parker : révérend Al Caldwell
- Annie Corley : Mary Marsh
- Henry O (en) : Jhin Wei
- Jonah Rooney : Morton Horn
- Joe d'Angerio : Russo

### Épisode 9:Galileo V
- États-Unis : 29 novembre 2000 sur NBC
- France : 23 octobre 2003 sur France 2

- Charlotte Cornwell : Nadia Kozlowski
- Matthew Dickens : Benny
- Colm Feore : Tad Whitney
- Allison Smith : Mallory O'Brien
- Troy Ruptash : Scott Tate
- Thomas B. Hall : Officier Mike
- John Carroll Lynch : Jack Reese

### Épisode 10:Noël
- États-Unis : 20 décembre 2000 sur NBC
- France : 30 octobre 2003 sur France 2

- Adam Arkin : Stanley Keyworth
- Purva Bedi : Kaytha Trask
- Gary Carlos Cervantes : Bobby
- Michael Crider : David Housman
- Etyl Leder : Rebecca Housman
- Yo-Yo Ma : lui-même

### Épisode 11:Cohabitation
- États-Unis : 10 janvier 2001 sur NBC
- France : 30 octobre 2003 sur France 2

- Felicity Huffman : Ann Stark
- Corbin Bernsen : Henry Shallick
- Patrick Falls : Billy

### Épisode 12:Ex abrupto
- États-Unis : 24 janvier 2001 sur NBC
- France : 6 novembre 2003 sur France 2

- Roger Rees : lord John Marbury
- David Graf : colonel Chase
- Renée Estevez : Nancy
- Robert Clotworthy : Tom
- Rocky Carroll : Corey Sykes

### Épisode 13:Le Discours annuel du Président
- États-Unis : 7 février 2001 sur NBC
- France : 6 novembre 2003 sur France 2

- Corbin Bernsen : Henry Shallick
- Michael Francis Clarke : David Satch
- Barbara Eve Harris : Gretchen Tyler
- Ted McGinley : Mark Gottfried
- Doris McMillon : Sandy
- Keith Mills : Edgar Finney
- Tony Plana : Mickey Troop
- Richard Riehle  : Jack Sloan

### Épisode 14:La guerre est chez nous
- États-Unis : 14 février 2001 sur NBC
- France :

- Ed Begley Jr. : Seth Gillette
- Patrick Falls : Billy
- Ted McGinley : Mark Gottfried
- Tony Plana : Mickey Troop
- Richard Riehle : Jack Sloan

### Épisode 15:Ellie
- États-Unis : 21 février 2001 sur NBC
- France :  13 novembre 2003 sur France 2

- Mary Kay Place : Dr Millicent Griffith
- Kathleen York : Andrea Wyatt
- Nina Siemaszko : Ellie Bartlet
- Robert Knepper : Morgan Ross

### Épisode 16:Journée portes ouvertes
- États-Unis : 28 février 2001 sur NBC
- France : 20 novembre 2003 sur France 2

- Jordan Baker (en) : Cynthia Sayles
- John Billingsley : John Fallow
- Brent Hinkley : Donald Huke
- Jolie Jenkins : Stephanie Gault
- Anna Deavere Smith : Nancy McNally
- Clark Gregg : agent Michael Casper
- Roma Maffia : Rhonda Sachs
- Christopher Neima : membre du staff

### Épisode 17:Obstruction parlementaire
- États-Unis : 14 mars 2001 sur NBC
- France : 20 novembre 2003 sur France 2

- Tim Matheson : Vice Président John Hoynes
- George Coe : sénateur Howard Stackhouse
- Cara DeLizia (en) : Winifred Hooper
- Melissa Fitzgerald (en) : Carol Fitzpatrick
- Timothy Davis-Reed : Mark O'Donnell
- William Duffy : Larry
- Peter James Smith : Ed

### Épisode 18:La17epersonne
- États-Unis : 4 avril 2001 sur NBC
- France :

- Emily Procter : Ainsley Hayes
- William Duffy (en) : Larry

### Épisode 19:Une nouvelle lune se lève
- États-Unis : 25 avril 2001 sur NBC
- France :  27 novembre 2003 sur France 2

- Oliver Platt : Oliver Babish
- David Ackert : assistant de Babish
- Trace Beaulieu : Cal
- Robert Curtis Brown : Jamie Hotchkiss

### Épisode 20:La chute vous tuera
- États-Unis : 2 mai 2001 sur NBC
- France : 4 décembre 2003 sur France 2

- Stockard Channing : Abbey Bartlet
- Oliver Platt : Oliver Babish
- Marlee Matlin : Joey Lucas
- Lee Wilkof : Martin Connelly
- Rosalind Chao : Jane Gentry
- Spencer Garrett : Richard Will

### Épisode 21:Docteur Bartlet
- États-Unis : 9 mai 2001 sur NBC
- France : 4 décembre 2003 sur France 2

- Stockard Channing : Abbey Bartlet
- Oliver Platt : Oliver Babish
- Marlee Matlin : Joey Lucas
- Anna Deavere Smith : Nancy McNally
- John Rubinstein : sénateur Andy Ritter
- Peter Michael Goetz : Paul Hackett
- Richard McGonagle : sénateur Warren

### Épisode 22:Deux cathédrales
- États-Unis : 16 mai 2001 sur NBC
- France :  4 décembre 2003 sur France 2

- Gary Carlos Cervantes : Bobby
- Peter Michael Goetz : Paul Hackett
- Stockard Channing : Abbey Bartlet
- Wendy Haines : garde du corps d'Abbey
- Richard McGonagle : sénateur Warren
- Ana Mercedes : Sally
- Anna Deavere Smith : Nancy McNally
- Kirsten Nelson : Mme Dolores Landingham jeune
- Jason Widener : Jed Bartlet jeune
- Don McManus : Greg Summerhays
- Lawrence O'Donnell : Dr Bartlet (père du président)